# Osek (Strakonice)
Osek é uma comuna checa localizada na região da Boêmia do Sul, distrito de Strakonice.